# Joby Wright
Joseph A. "Joby" Wright (nacido el 5 de septiembre de 1950 en Savannah, Georgia)  es un exjugador y exentrenador de baloncesto estadounidense que jugó una temporada en la NBA, dos más en la ABA y otra en la liga francesa. Con 2,03 metros de estatura, lo hacía en la posición de alero.

## Trayectoria deportiva

### Universidad
Jugó durante cuatro temporadas con los Hoosiers de la Universidad de Indiana, en las que promedió 17,4 puntos y 8,8 rebotes por partido. En su última temporada como universitario fue incluido en el mejor quinteto de la Big Ten Conference.

### Profesional
Fue elegido en la decimoctava posición del Draft de la NBA de 1972 por Seattle Supersonics, y también por los New York Nets en el draft de la ABA, fichando por los primeros. Jugó una temporada con los Sonics, pero fue uno de los jugadores menos utilizados por su entrenador, promediando 3,9 puntos y 2,8 rebotes por partido.
En la temporada 1973-74 fichó por los Memphis Tams de la ABA, pero solo llegó a disputar 3 partidos, en los que promedió 4,0 puntos y 4,7 rebotes. Tras jugar una temporada en la liga francesa en las filas del AS Berck, regresó a su país para fichar con los San Diego Sails, pero la franquicia desaparció poco después de comenzada la temporada. Firmó finalmente con los Virginia Squires, equipo con el que acabó la temporada promediando 6,5 puntos y 2,8 rebotes por partido.

### Entrenador
Tras retirarse como jugador, regresó a su universidad, ejerciendo durante 10 temporadas como entrenador asistente de Bobby Knight. en 1990 ficha como entrenador principal de la Universidad de Miami en Ohio, ganando en 1992 el título de la Mid-American Conference y clasificándose para el Torneo de la NCAA, en el que caen en primera ronda ante North Carolina.
En 1993 ficha como entrenador jefe de la Universidad de Wyoming, donde permanece 3 temporadas no logrando pasar en ninguna de ellas del 50% de victorias. En 1999 se hace cargo de los Cincinnati Stuff de la IBL, donde permanece una temporada.
En la actualidad ejerce como director deportivo en el John Marshall High School de Indiana, y tiene su propia escuela de baloncesto, la Joby Wright Basketball School.

## Estadísticas de su carrera en la NBA y la ABA

### Temporada regular
| Temporada | Edad | Equipo              | Liga  | P   | TIT | MIN  | TC  | TCA | %TC  | 3P  | 3PA | %3P | TL  | TLA | %TL   | R.OF. | R.DEF. | REB | ASIS | ROB | TAP | PER | FP  | PTS |
| 1972-73   | 22   | Seattle Supersonics | NBA   | 77  |     | 12.1 | 1.7 | 3.6 | .478 |     |     |     | 0.5 | 1.2 | .416  |       |        | 2.8 | 0.5  |     |     |     | 2.1 | 3.9 |
| 1973-74   | 23   | Memphis Tams        | ABA   | 3   |     | 10.3 | 1.7 | 5.3 | .313 | 0.0 | 0.0 |     | 0.7 | 0.7 | 1.000 | 3.0   | 1.7    | 4.7 | 0.0  | 0.0 | 0.3 | 1.3 | 2.3 | 4.0 |
| 1975-76   | 25   | TOTAL               | ABA   | 23  |     | 13.3 | 2.2 | 4.7 | .459 | 0.0 | 0.0 |     | 0.9 | 1.7 | .553  | 1.3   | 1.3    | 2.6 | 0.1  | 0.2 | 0.2 | 1.0 | 2.3 | 5.3 |
| 1975-76   | 25   | San Diego Sails     | ABA   | 10  |     | 10.5 | 1.6 | 2.7 | .593 | 0.0 | 0.0 |     | 0.4 | 1.0 | .400  | 0.7   | 1.5    | 2.2 | 0.0  | 0.4 | 0.2 | 1.1 | 2.2 | 3.6 |
| 1975-76   | 25   | Virginia Squires    | ABA   | 13  |     | 15.4 | 2.6 | 6.3 | .415 | 0.0 | 0.0 |     | 1.3 | 2.2 | .607  | 1.7   | 1.2    | 2.8 | 0.2  | 0.1 | 0.2 | 1.0 | 2.5 | 6.5 |
| Total     |      |                     | TOTAL | 103 |     | 12.3 | 1.8 | 3.9 | .467 | 0.0 | 0.0 |     | 0.6 | 1.3 | .465  | 1.5   | 1.3    | 2.8 | 0.4  | 0.2 | 0.2 | 1.1 | 2.2 | 4.2 |
|           |      |                     | NBA   | 77  |     | 12.1 | 1.7 | 3.6 | .478 |     |     |     | 0.5 | 1.2 | .416  |       |        | 2.8 | 0.5  |     |     |     | 2.1 | 3.9 |
|           |      |                     | ABA   | 26  |     | 12.9 | 2.1 | 4.8 | .440 | 0.0 | 0.0 |     | 0.9 | 1.5 | .575  | 1.5   | 1.3    | 2.8 | 0.1  | 0.2 | 0.2 | 1.1 | 2.3 | 5.1 |